# Games People Play
"Games People Play" er en sang skrevet og fremført af blandt andre den amerikanske country-musiker Joe South.

## Sangens oprindelse
Teksten og titlen er inspireret af Dr. Eric Bernes bog fra 1964.
Sangen har ligheder med den traditionelle Cajun-sang "'Tit Galop Pour Mamou", som blev spillet af blandt andre Balfa Brothers på albummet The Balfa Brothers Play Traditional Cajun Music. Efter at Joe Souths version blev et hit, indspillede Nathan Abshire (som blandt andet spillede harmonika med Balfa Brothers) en udgave på fransk med sang af Don Guillory på albummet A Cajun Legend.

## Baggrund
Sangen blev udgivet i 1968 på Joe Souths debutalbum Introspect, og på samme tid også som single. Det optrådte også som titelspor på hans andet album, Games People Play i 1969, og nåede nr. 12 i USA. Sangen vandt to Grammys i 1970, dels for Årets sang og for den bedste moderne sang.
Guitaren i introduktionen spilles på en Danelectro-guitar, som Joe South også spiller i introduktionen til Chain of Fools af Aretha Franklin. Mens Joe Souths version gik godt på pophitlisterne, udgav Freddy Weller, guitarist i Paul Revere and the Raiders, en countryversion af sangen i 1969 som sin debutsingle på country-hitlisterne, og nåede den øverste position som nr. 2 med den.
"Games People Play" kan klassificeres som en protestsang. Teksten protesterer mod det skiftende sociale klima i slutningen af 1960'erne gennem forskellige former for had, umenneskelighed og intolerance, både mellem mennesker og socialt.
Coverudgaver er indspillet af blandt andre Della Reese, Petula Clark, Waylon Jennings, Jerry Lee Lewis, Earl Grant, Tesla, King Curtis, Duane Allman, Georgia Satellites, Big Tom and The Mainliners, Dolly Parton (på albummet My Blue Ridge Mountain Boy, 1969), The Tremeloes, Johnny Johnson & the Bandwagon, Ike and Tina Turner, Dreadzone, Hank Williams Jr., YOYO, Inner Circle, DJ BoBo, John Denver (kun ved koncerter) og andre. Det blev også nævnt i Brian Wilsons sang "Games Two Can Play" på hans ikke udgivne album Adult Child.
I Singapore, omkring 1969, blev en instrumental version af en single udgivet af The White Crane Orchestra. Reggaegruppen Inner Circle fik et hit med sangen i Europa i 1994. I 2006 blev det indspillet af Jools Holland på albummet Moving Out to the Country med Marc Almond som gæstesanger. Den skotske sanger Dick Gaughan indspillede sangen på albummet A Different Kind of Love Song.

Gustav Winckler udgav en dansk udgave i 1974 med titlen "Det er noget vi ska' lege".